# Marija Vojnić Tošinica
Marija Vojnić Tošinica ↓1 (1825. – 1904.) je bila dobrotvorka i humanitarka iz bogate obitelji bačkih Hrvata. Imala je brojne nekretnine u Subotici i Budimpešti. Najveći dio svog legata ostavila je djevojčicama bez roditelja, a nešto manji za talentirane đake subotičke Gimnazije i siromasima i slijepima u Budimpešti, kazalištima u oba grada, umjetnosti. U to ulazi mnoštvo zgrada od Palićkog puta sve do 200 metara u dubinu ulice koja je dobila ime po njoj, ulice Marije Vojnić Tošinice. Oporuka i ostavština joj nisu nikad u potpunosti sprovedene. Opstala je kapela koju je dala podići, današnja crkva Sv. Križa.

## Životopis
Marija Vojnić Tošinica rodila se 1825. godine kao Marija Vojnić. Udala se za plemenitaša iz obitelji Vojnića od Bajše Teodora (Tivadara, Tošu). Nisu imali djece, pa se pretpostavlja da je i to jedan od razloga zašto je ostavila toliku ostavštinu djeci. Drugi razlog je taj što iako je ondašnja bogata elita bila socijalno odvojena od siromašnijih slojeva društva, ipak se je osjećala odgovornim i za njih i da im mora pomoći, o čemu svjedoči preko sto zaklada kojima su bogate subotičke obitelji pomogle siromašnima. Vojnićkina ostavština je ipak najveća. Marija Vojnić živjela je podosta u Budimpešti, zbog čega je ostavila dio imovine budimpeštanskim ustanovama. Njen suprug Teodor (Tivadar), iako je bio iz bogatih slojeva bačkih Hrvata, znao materinski hrvatski, što nije uvijek bio slučaj kod bogatih slojeva Hrvata, koji su govorili drugim jezicima da bi se razlikovali od "seljačkog" kojim su Hrvati govorili. U doba mađarizacije i otuđenja plemstva od svog naroda, vrijedno je spomenuti da je u molbi za putovnicu zapisano da joj je suprug govorio mađarski, dalmatinski i njemački. 
Ona i suprug putovali su po Europi. Bili su dijelom subotičkog društvenog života u punom smislu.
Ostavila je nakon svoje smrti veliko imanje uz obvezu da se najveći dio upotrijebi u humanitarne svrhe, za pomoć uspješnim đacima u Subotici i Budimpešti te za podizanje doma za devojčice bez roditelja. Dom Marija zbilja je postojao i djelovao je od 1927. do 1955. godine. Nalazi se u ulici Marije Vojnić Tošinice, a ulica je izgradnjom Ekonomskog fakulteta skraćena a dio kompleksa zgrada srušen.
Za života podigla je kapelu Sv. Križa koja se nalazi na uglu ulica 27. marta i Ferenca Szépa (pokraj Pravoslavnog groblja, blizu Dudove šume). Danas je to crkva. Opstala je do danas. U kripti ispod crkve nalazi se Marijino posljednje počivalište i posljednje počivalište njezinih najbližih srodnika. Po njezinu nalogu s Bajskog su groblja preneseni ostatci njezinih roditelja, braće i sestara (ako u svome životu sama ne stigne to napraviti), te je izrazila želju da se ondje pokopaju njezini posmrtni ostatci i njezina supruga Teodora, umrloga 1893. godine. Prema istraživanjima povjesničara Mirka Grlice, plan za tu kapelu projektirao je građevinski inženjer Géza Kocka, o čemu su pisale Subotičke novine od 12. kolovoza 1894. godine. Radovi su zgotovljeni postavljanjem križa na toranj 6. listopada 1894. godine. Proljeća sljedeće godine sastavila je oporuku. Osim što je ostavila imovinu (vrijednu milijun kruna, Neven, 5/1904.), obvezala je župu da na Dan mrtvih služi misu za pokojne članove iz obitelji Vojnić od Bajše.
Njezin je izgled zabilježen u fotografijama, danas u fondu Gradskog muzeja te na jednoj slici (ulje na platnu) autora J. Petermana koji se danas nalazi na Umjetničkom odeljenju Gradskog muzeja.
Oporuka joj nije nikad sprovedena do kraja, pri čemu veliku negativnu zaslugu imaju mešetari koji su se pokušali domoći njezine imovine. Na sve su načine nastojali da joj ostavština ne proradi odmah. Smatra se da je to zbog toga što se tako novcima moglo manipulirati, jer da se počelo izvršavati oporuku, novci bi došli u zakonski red i mešetari ne bi mogli s njima što žele. Ulaganje u namjene koje je oporuka naložila bezočno su opstruirali na sve načine, unatoč svim pritiscima javnog mišljenja.

## Sudbina zadužbine
Dio današnjeg Kertvaroša, koji je nekad bio znan kao naselje Nađ Franje, danas Zadužbina Marije Vojnić Tošinice, samo je dio nekadašnjeg kompleksa zgrada. Kasnija bombardiranja i građevinski zahvati na tom području presjekli su taj blok zgrada. Bombardiranja Subotice 1944. godine srušilo je dio zgrada. 
Rušenja zgrada te zaklade nastavila su se nakon Drugog svjetskog rata. Uslijedilo je pustošenje i rušenje cijelog stambenog bloka. Doslovno je srušena jedna četvrt urbanističkog dijela grada na Palićkom putu, danas Segedinski put, (bivša Moša Pijade). Nerazumno je srušen dio dvokatnica koje je Marija Vojnić Tošinica ostavila svome gradu. Posljedica je nepromišljenog plana. 
1950-ih se godina rodila zamisao da Subotica postane fakultetski grad. Za tu nerazumnu odluku zaslužni su ondašnji čelnici jednostranačkog komunističkog sustava na čelu s ondašnjim gradskim arhitektom, koji je iza sebe ostavio nekoliko spomenika arhitektonskih promašaja u Subotici. Nerazumna logika garniture jednoumlja i partijske poslušnosti napravila je nešto slično što su napravili Staljin u Rusiji ili Ceaușescu sa starim dijelom Bukurešta: srušili su starine, nešto što je u uljuđenim zemlja u Europi urbanistička i arhitekturna svetinja.
Sprovođenje te zamisli bilo je užasno. Srušen je dio zaštićene ostavštine Marije Vojnić Tošinice. Dio je srušen početkom 1960-ih godina da bi se ondjemogla napraviti zgrada zgrada Ekonomskog fakulteta i studentske menze. Srušen je cijeli kompleks zgrada koji je imao više stotina stanova, a sve da bi se ostavilo mjesta za visokoškolsku ustanovu kojoj ondje nije bilo mjesto na toj prometnici te za nekoliko amfiteatara i vila za nekoliko profesora tog fakulteta u ulici Ante Parčetića. Nepromišljeno su srušene starine, umjesto da se zgrade i amfiteatri Ekonomskog fakulteta grade na praznom kompleksu iza „Dudove šume” gdje je danas Građevinski fakultet. 
Srušene su pokraj ostalog zgrade u kojima se poslije Drugog svjetskog rata nalazio internat gluhonijeme djece i ratne siročadi koji je imao sve rekreativne športske sadržaje a koji su se nalazili u sklopu te stambene četvrti, Marijin poklon svom gradu. Njezina druga zaklada također je loše prošla. To je bila zgrada Pokrajinskog dječjeg doma Kolijevka koji se nalazio na Palićkom putu, gdje je danas zgrada MUP-a Srbije Sekretarijata u Subotici. Dječji dom Kolijevka bio je ustanovom u kojoj su djelovale Kćeri Milosrđa sv. Franje koje je 1923. godine u Suboticu dovela blažena Marija Petković da bi pomagale siročadi. Tošiničina je zgrada preko noći srušena i premještena na novu lokaciju kod subotičke Opće bolnice, s prekrasnim stoljetnim parkom hrastova, kestena i platana. Umjesto da se je lokacija zgrade MUP-a obnovila na starom mjestu pokraj željezničke postaje u Lenjinovom parku a da se zgrada Okružnog zatvora premjesti na gradsku periferiju, srušilo se starinu, zgradu Kolijevke, siročad nasilno preselilo na lokaciju koja nije primjerena, neuređenu i hortikulturno neoplemenjenu.
Sličnu situaciju dočekale su druge zaklade u Subotici: zaklada biskupa Lajče Budanovića, zgrada u ulici Matije Gupca 8 i 10, u Harambašićevoj 5 i 7, te 100 jutara zemlje u bajmočkom i lemeškom ataru.
Opstala je njena obiteljska kapela, danas crkva Sv. Križa koja je preživjela urbanistički primitivizam 1950-ih i 1960-ih godina.